# Kolej Górnośląska

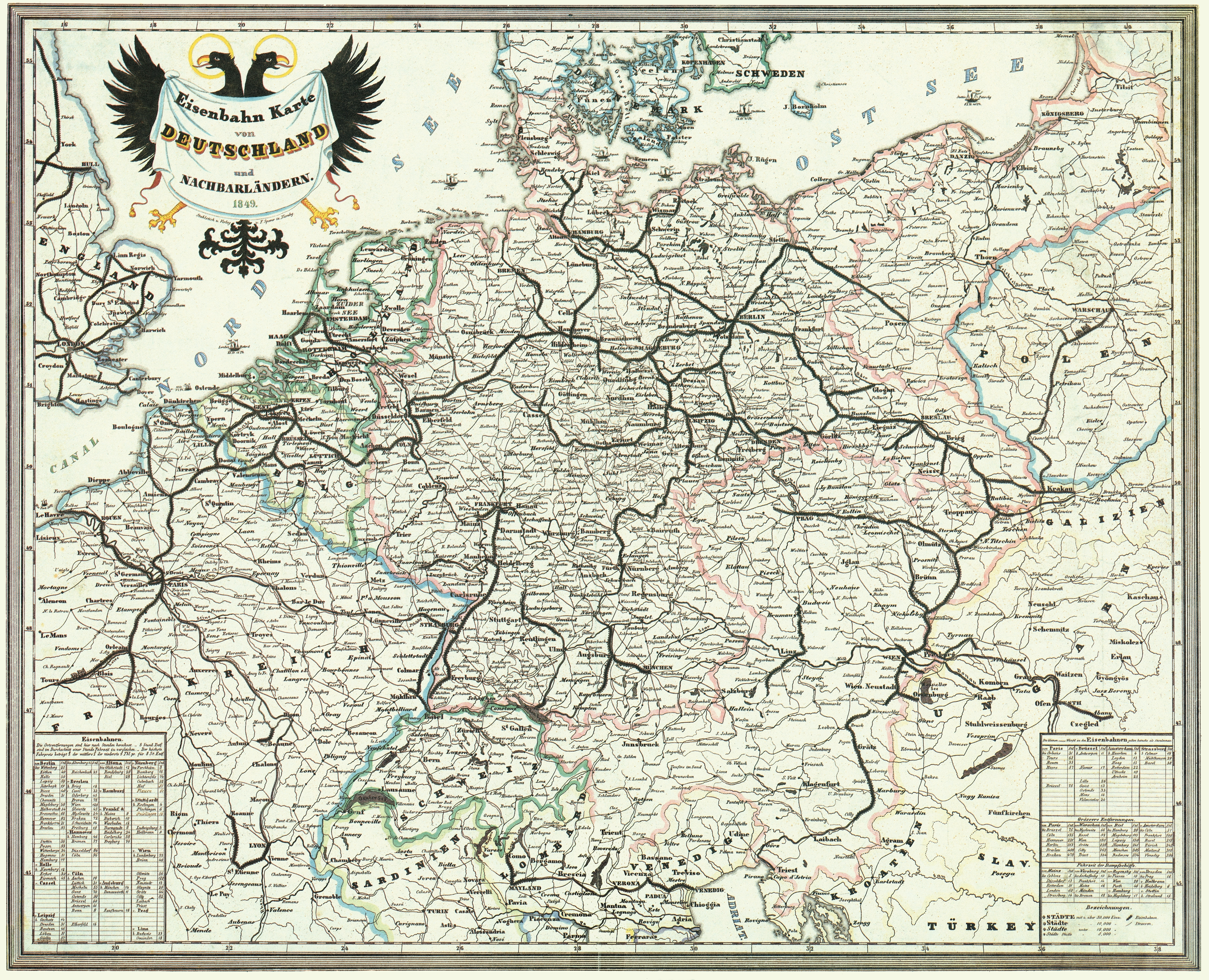
Mapa pruskiej sieci kolejowej z 1849 r.

Kolej Górnośląska (niem. Oberschlesische Eisenbahn, w skrócie OSE) – prywatna kolej w Prusach założona w celu wybudowania linii kolejowej łączącej Wrocław z Górnym Śląskiem, która została oddana do użytku 3 października 1846. W późniejszym okresie Towarzystwo Kolei Górnośląskiej zbudowało i przejęło w użytkowanie dziesiątki innych linii kolejowych (m.in. Górnośląskie Koleje Wąskotorowe), stając się przed nacjonalizacją kolei na terenie Prus i przejęciem jej linii przez pruskie koleje państwowe „KPEV” w 1883 roku jednym z największych przedsiębiorstw kolejowych w Europie.

## Historia

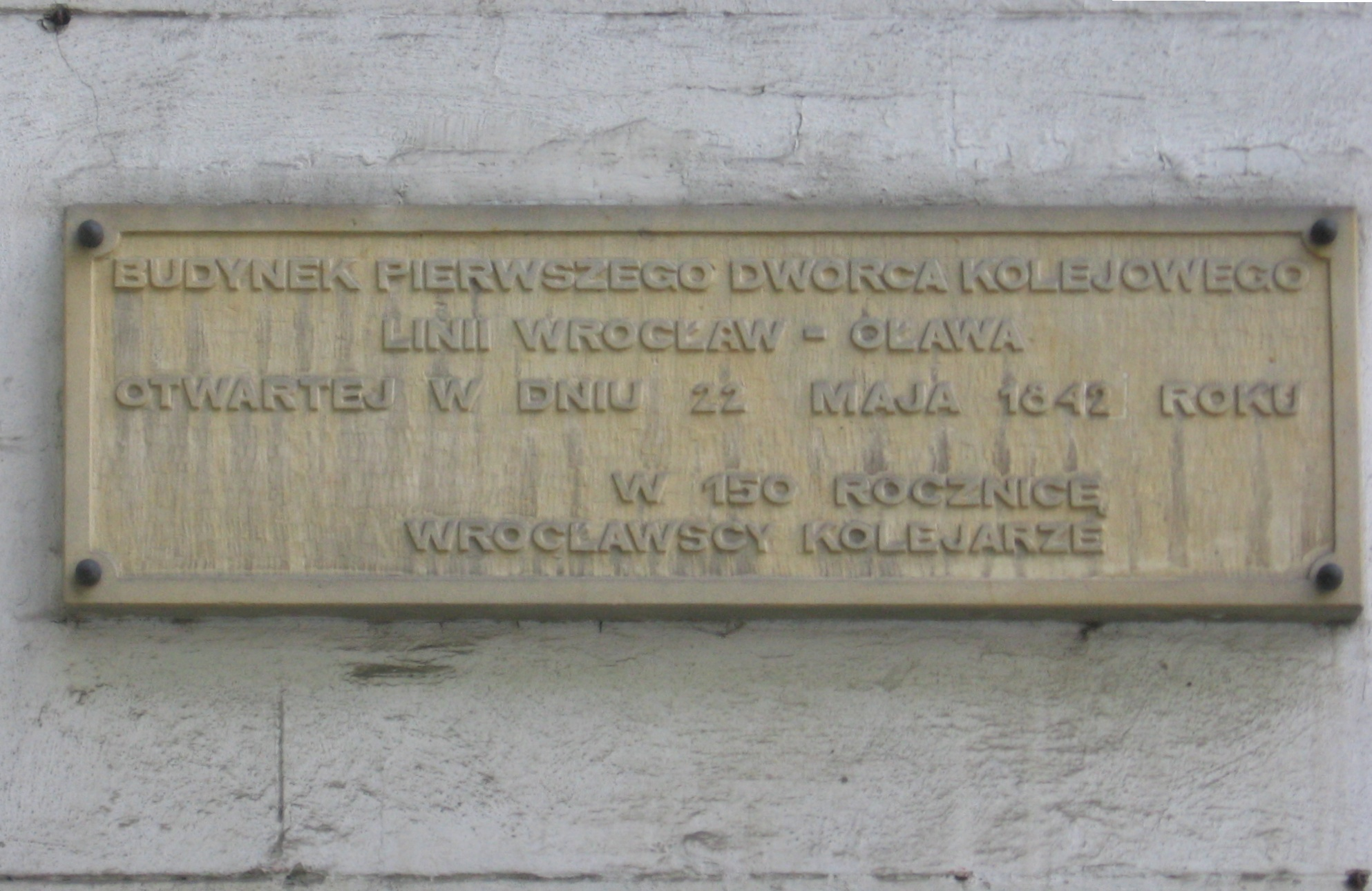
Tablica pamiątkowa na ścianie budynku dawnego dworca Wrocław Górnośląski

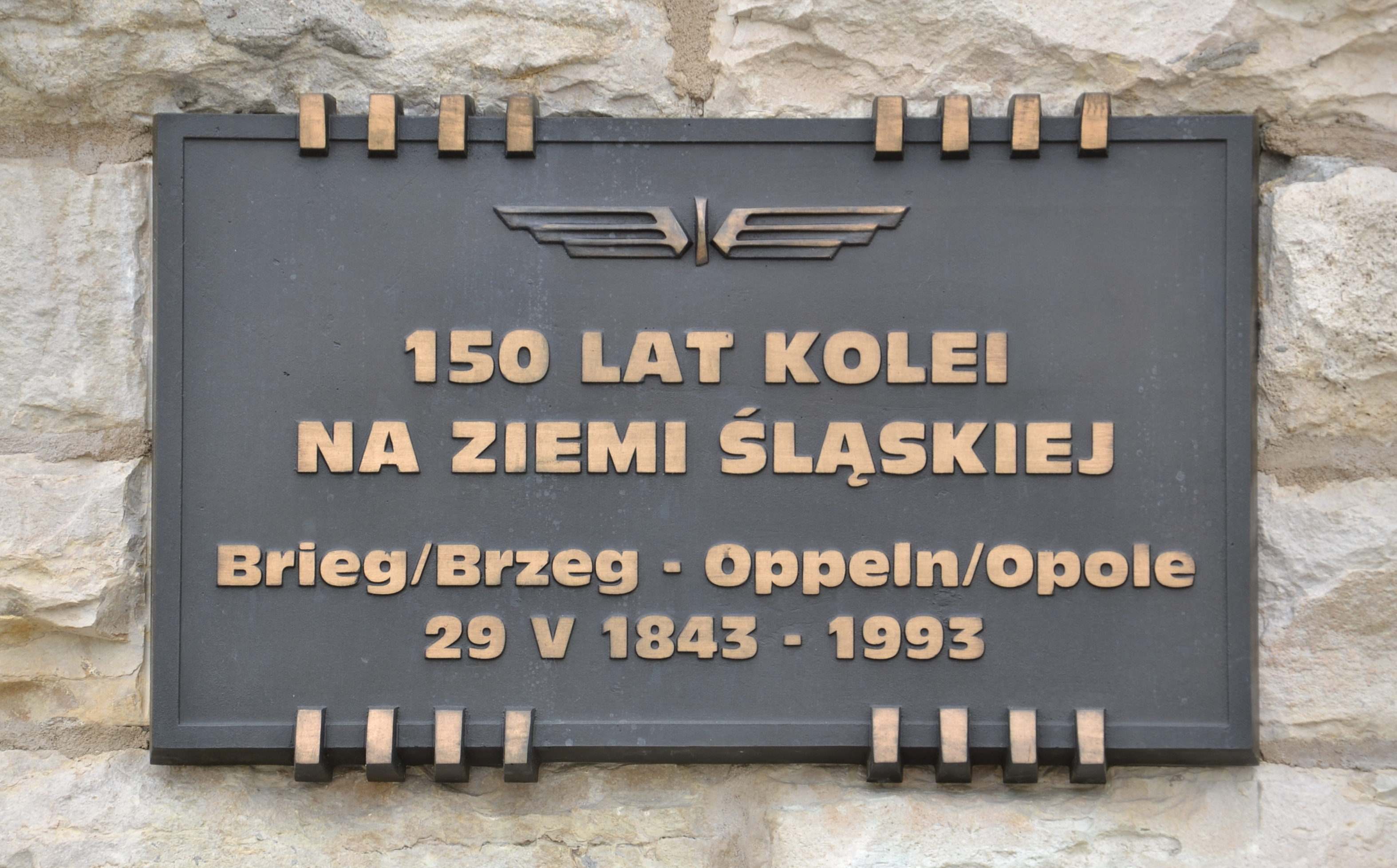
Opole Główne. Tablica błędnie określająca odcinek Brzeg-Opole jako pierwszy na Śląsku; w rzeczywistości pociągi na terenie Śląska ruszyły rok wcześniej

W 1816 Carl Johann Bernhard Karsten stworzył pierwszy projekt połączenia kolejowego łączącego Górny Śląsk z Wrocławiem. Ponaddwustukilometrowa dwutorowa trasa o trakcji parowej miała służyć przede wszystkim transportowi węgla, z możliwością uruchomienia przewozu osób. Projekt ten został odrzucony w Berlinie ze względu na niższy koszt transportu węgla Odrą.
3 czerwca 1836 środowisko burżuazji śląskiej powołało do życia Komitet Założycielski Kolei Górnośląskiej, na czele którego stanął prezydent rejencji opolskiej hrabia Püchler. W sierpniu 1840 po wydaniu koncesji przez Ministerstwo Finansów rozgorzał spór o przebieg linii na wschód od Opola. W wyniku tego sporu rozpoczęto budowę jedynie odcinka z Wrocławia do Opola. 22 maja 1842 pierwszym oddanym odcinkiem (Wrocław – Oława) przejechał uroczyście pociąg, był to pierwszy przejazd pociągu w dzisiejszych granicach Polski. 3 sierpnia linia została przedłużona do Brzegu, a 29 maja 1843 do Opola. W październiku 1842 zatwierdzono ostateczny przebieg trasy z Opola do Nowego Bierunia. 2 października 1845 nastąpiło otwarcie odcinka do Gliwic, a 2 tygodnie później do Królewskiej Huty. 3 października 1846 budowa linii została ostatecznie zakończona w Mysłowicach. Linia liczyła 196,3 km, planowane połączenie z Bieruniem nie zostało zrealizowane, a otwarcia dokonał król pruski Fryderyk Wilhelm IV.
Pierwsze pociągi osobowe na całej tej liczącej 196,3 km trasie pokonywały ją – zgodnie z rozkładem w czasie nie krótszym niż 6½ godziny. Początkowo jeździły trzy pary pociągów, a przejazd na całej trasie kosztował w klasie trzeciej 73 srebrne grosze, w drugiej – 119, a w pierwszej – 159 groszy.
Przejęcie zarządu nad OSE przez państwo pruskie nastąpiło już w 1857, choć odrębność przedsiębiorstwo zachowało aż do włączenia do KPEV w 1883 r.
Towarzystwo Kolei Górnośląskiej (Oberschlesische Eisenbahn AG) w późniejszym okresie zbudowało i przejęło w użytkowanie dziesiątki innych linii kolejowych (m.in. Górnośląskie Koleje Wąskotorowe), stając się przed nacjonalizacją kolei na terenie Królestwa Prus jednym z największych przedsiębiorstw kolejowych w Europie.

## Trasy

### Kolej Górnośląska– linia Wrocław – Mysłowice

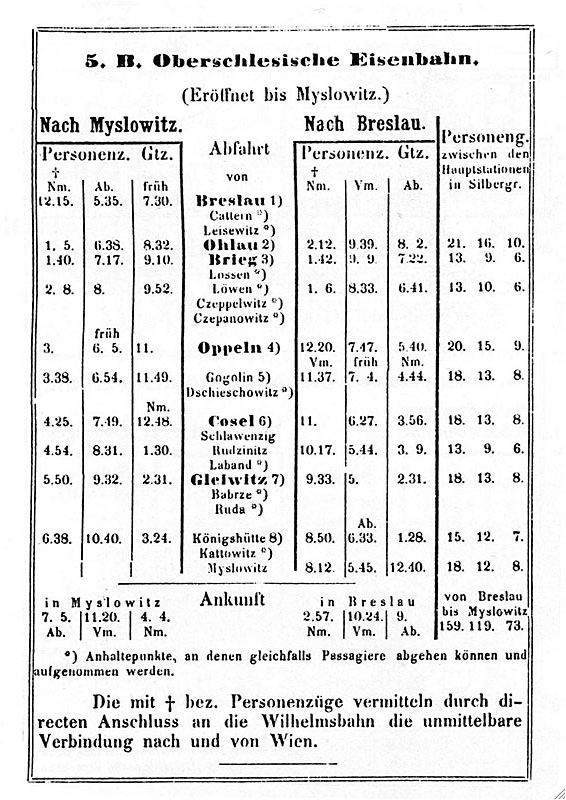
Rozkład jazdy

Według rozkładu z 20 maja 1858 trasa wyglądała następująco:
| Nazwa oryginalna | Nazwa obecna                  |
| ---------------- | ----------------------------- |
| Breslau          | Wrocław Górnośląski           |
| Ohlau            | Oława                         |
| Brieg            | Brzeg                         |
| Löwen            | Lewin Brzeski                 |
| Oppeln           | Opole Główne                  |
| Gogolin          | Gogolin                       |
| Kosel            | Kędzierzyn-Koźle              |
| Rudzinitz        | Rudziniec Gliwicki            |
| Gleiwitz         | Gliwice                       |
| Zabrze           | Zabrze                        |
| Ruda             | Ruda Śląska                   |
| Königshütte      | Królewska Huta (nie istnieje) |
| Kattowitz        | Katowice                      |
| Myslowitz        | Mysłowice                     |

### Pozostałe linieOberschlesische Eisenbahn AG
- Górnośląskie Koleje Wąskotorowe
- Linia kolejowa Wrocław – Międzylesie
- Linia kolejowa Wrocław – Poznań